# Араукана (порода курей)

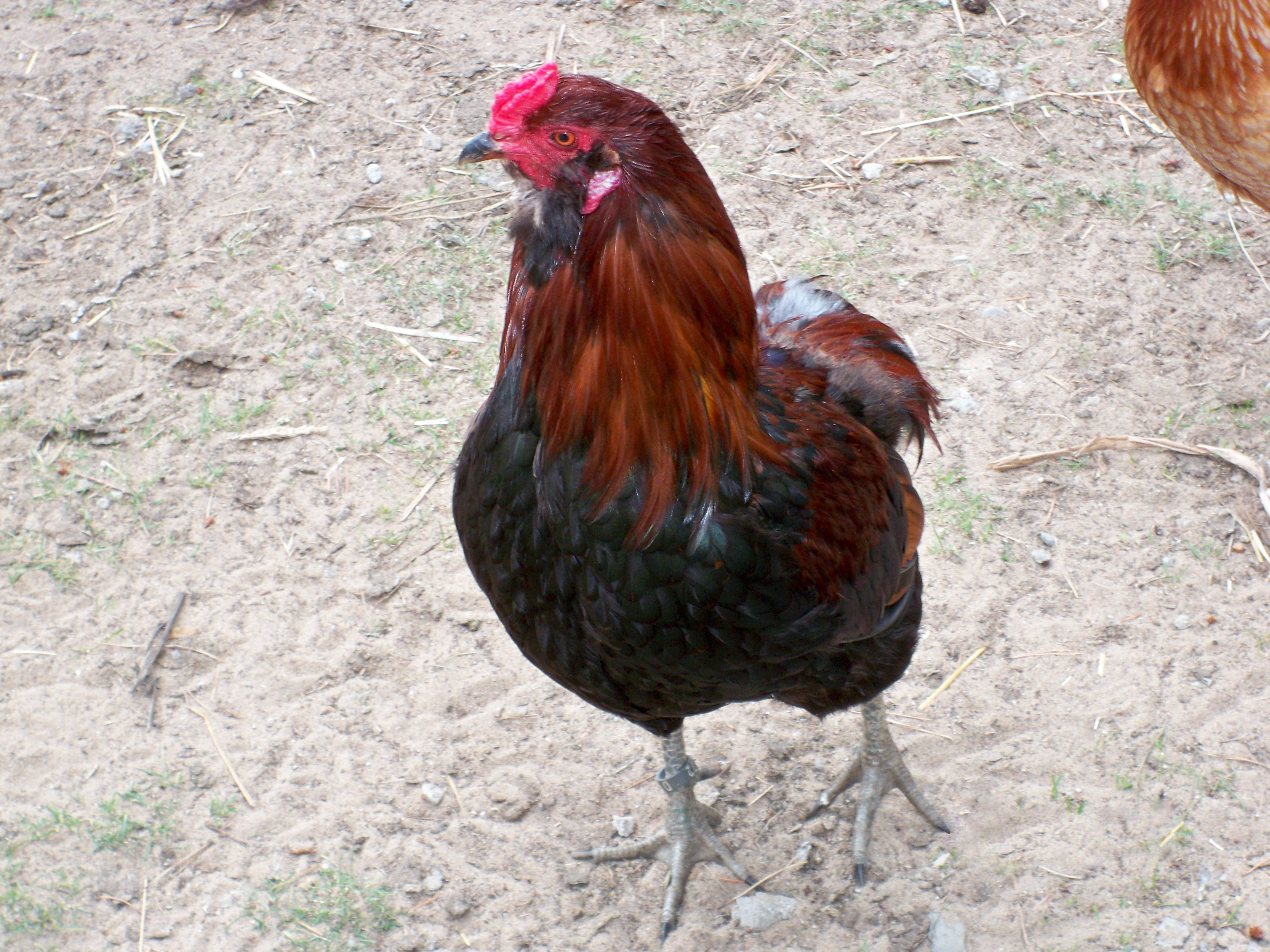
Півень карликової араукани

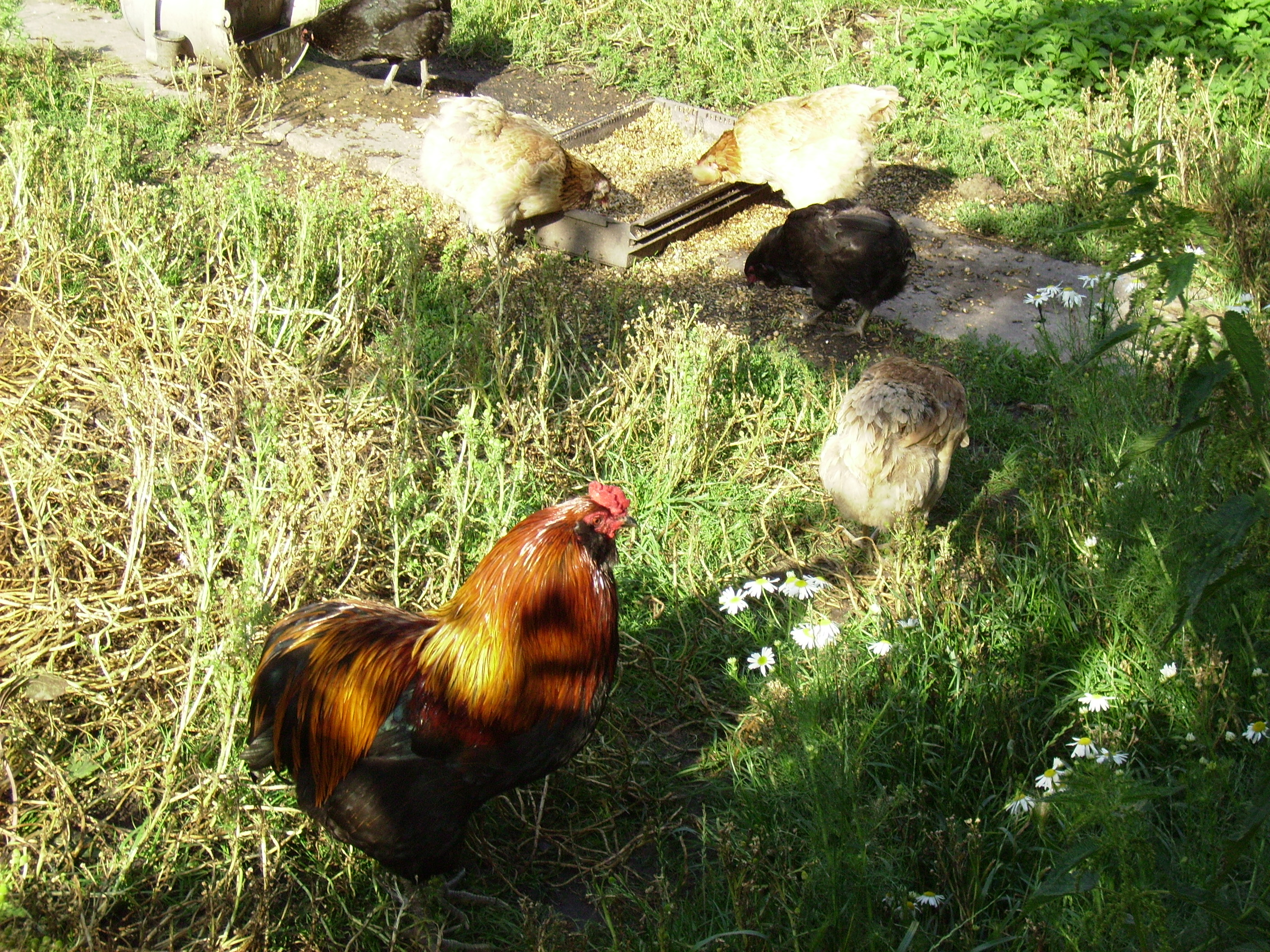
Араукани на вигулі

Араукана (англ. Araucana) — декоративно-яєчна порода курей.

## Історія
Досить стародавня порода курей родом з  Південної Америки. Названа на честь  однойменного племені індіанців, що проживали на передгір'ях Анд. Індіанці використовували бійцівські якості півнів, влаштовуючи півнячі бої. Вважалося, що в півнячих боях хвіст тільки заважає, тому при селекції відбирали тільки безхвості особини. Одна з перших згадок про курей, які несуть блакитні яйця, відноситься до 1526 року. 
Хоча це стародавня порода, вона стала відома широкому загалу тільки в 1926 році на Всесвітній науковій асоціації птахівників в Європі. Деякі заводчики з різних країн проявили інтерес до екзотичних курей з незвичайним забарвленням яєць і стали працювати над їх розведенням і поліпшенням. Тому порода араукана має не один стандарт.
До кінця XIX століття араукани були завезені на європейський континент моряками.

## Особливості породи
Кури мають спокійну вдачу. Пучки пір'я на голові ростуть з вушних раковин в різні боки. Існують варіації з пір'яними пучками й бородою, без пір'яних пучків з бородою і бакенбардами. Повна відсутність хвоста у породи німецької селекції (відсутній куприк), у порід американської та англійської селекції хвіст присутній.
Головна особливість птахів цієї породи — вони несуть блакитні або зелені яйця, і це домінантна ознака. Забарвлення оперення чорна, чорно-червоне, пшеничне, біла, золотиста. Ця порода має 4 пальці. У 1975 році в США виведена карликова форма арауканів, а в 1984 вона була включена в стандарт.

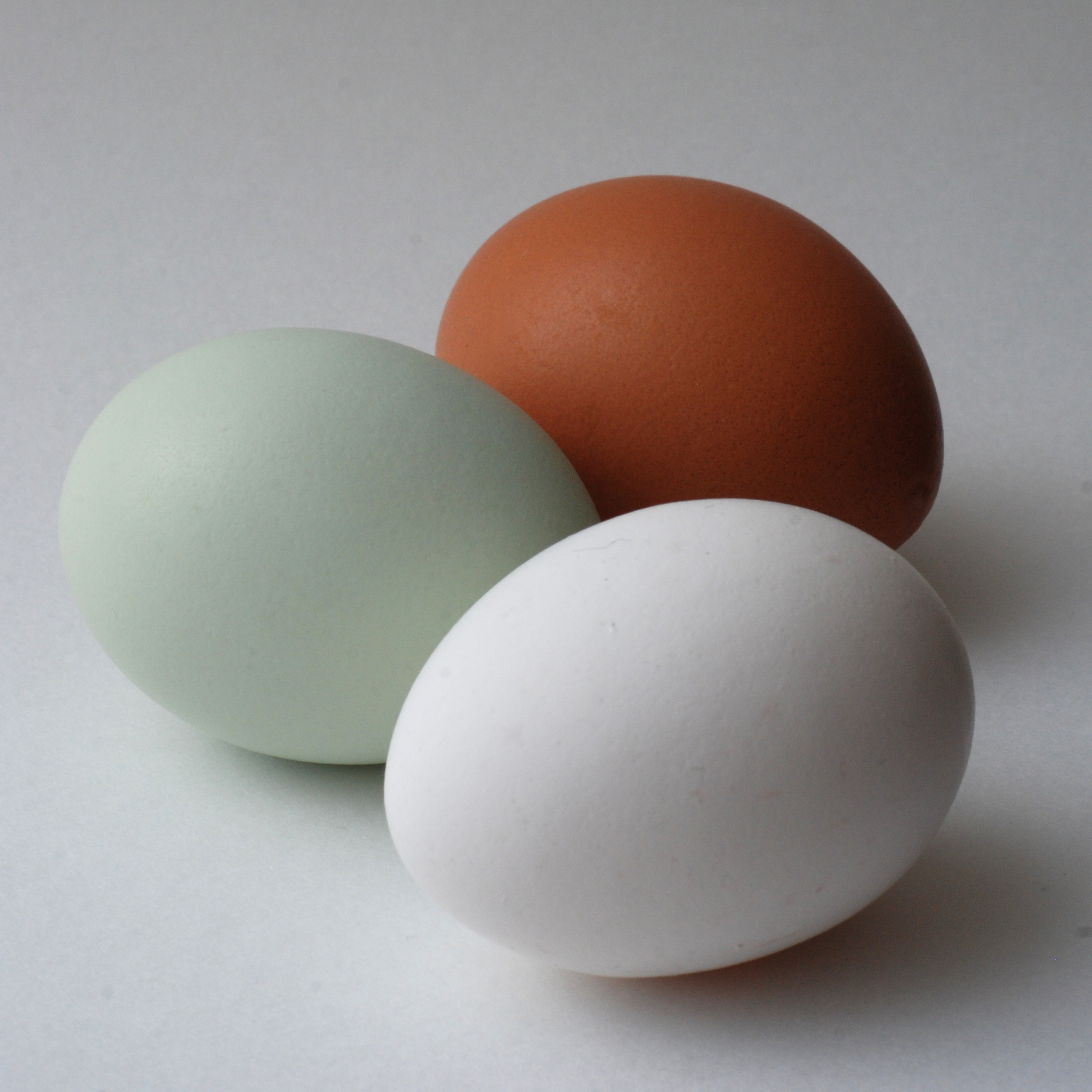
Яйце араукани у порівнянні з яйцями курей інших порід

### Продуктивність
Жива маса півня становить приблизно 2 кг, курки — 1,4–1,6 кг. Яйценосність 180 яєць на рік із зеленкувато-блакитною шкаралупкою, маса яйця 50 г. Кури схильні до насиджування.